# Evangelische Kirche (Bellersheim)

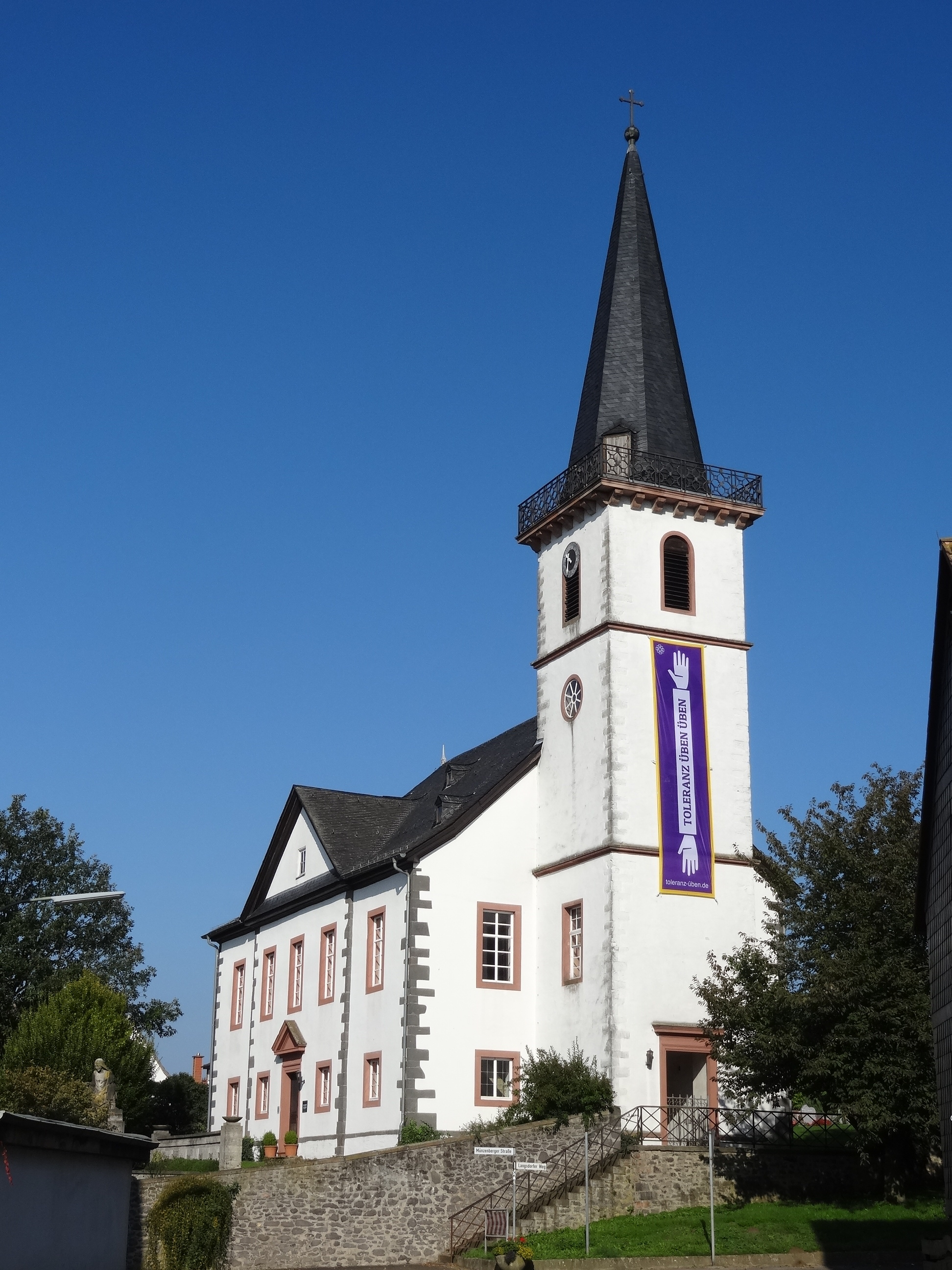
Kirche von Südosten

Die Evangelische Kirche in Bellersheim, einem Stadtteil von Hungen im Landkreis Gießen (Hessen), wurde von 1810 bis 1813 im Stil des Klassizismus errichtet. Die Querkirche mit Mittelrisaliten an den Langseiten und dreigeschossigem Ostturm von 1844 ist ortsbildprägend und hessisches Kulturdenkmal.

## Geschichte

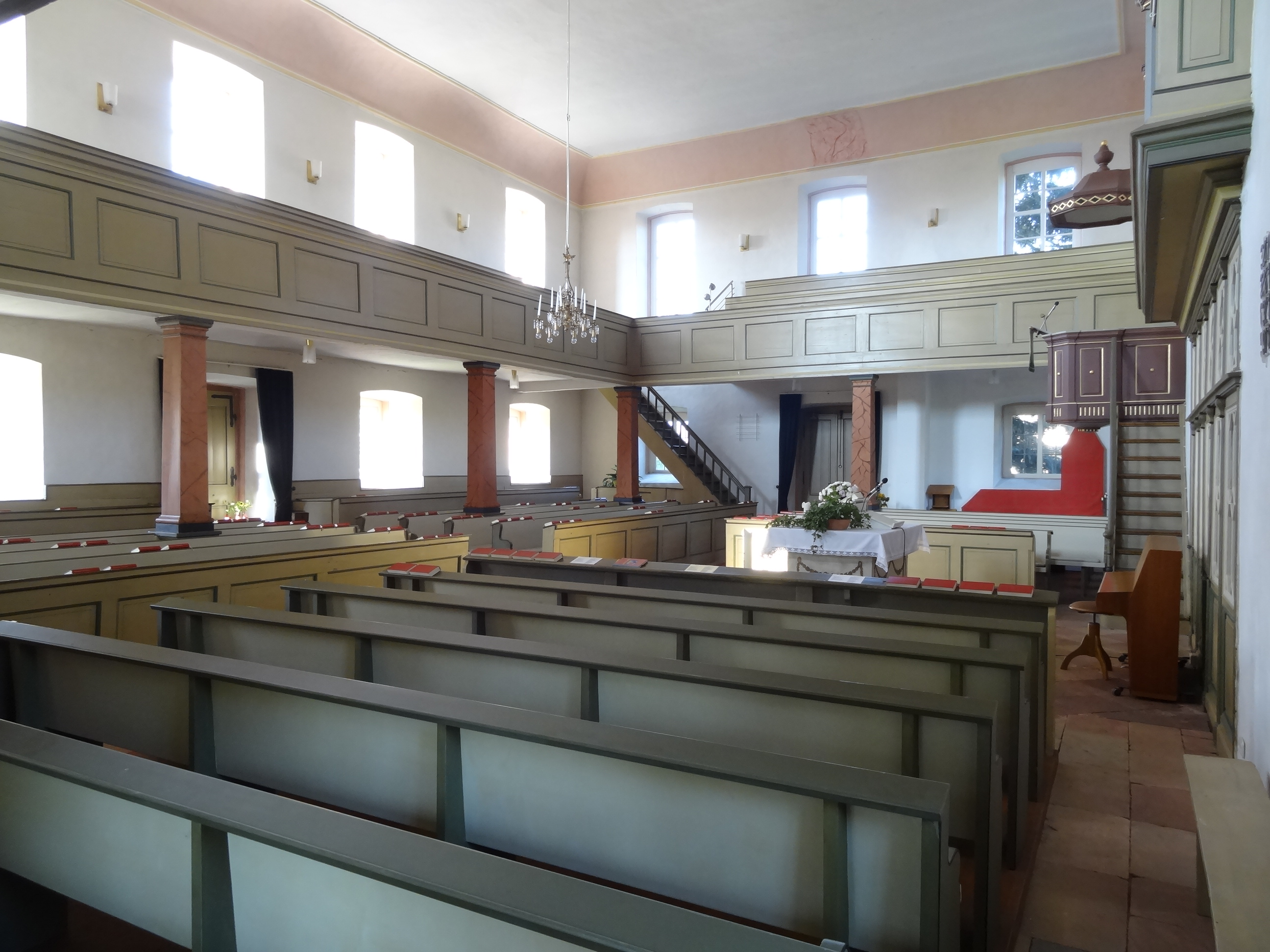
Innenraum Richtung Nordwesten

Berstadt war im 11. Jahrhundert Mutterkirche von Bellersheim, das vermutlich um 1250 eine Tochterpfarrei bildete. Im Jahr 1269 ist ein Pfarrer Ernestus nachgewiesen. Im 14. Jahrhundert wurden mehrere Altäre gestiftet, an denen jeweils ein Geistlicher seinen Dienst verrichtete. Kirchlich gehörte Bellersheim im ausgehenden Mittelalter zum Archidiakonat St. Maria ad Gradus in der Erzdiözese Mainz im Sendbezirk Berstadt.
Neben der burgartigen Pfarrkirche, die den Titel Unser Lieben Frauen trug und über zwei Altäre verfügte, gab es in der 1390 fertiggestellten Mittelburg, einer der drei örtlichen Burgen der Familie Bellersheim, eine Kapelle mit drei Altären und einem eigenen Pfarrer. Sie wurde in nachreformatorischer Zeit als gottesdienstlicher Versammlungsort aufgegeben. Des Weiteren bestand eine Kapelle „Zum Heiligen Kreuz“ mit Glocke am sogenannten Pfingsthain vor dem Dorf, die im Jahr 1567 baufällig war und wahrscheinlich Ende des 16. Jahrhunderts ebenfalls aufgegeben wurde.
Mit Einführung der Reformation im Jahr 1554 wechselte Bellersheim zum lutherischen Bekenntnis. Unter Konrad von Solms-Braunfels wurde die Kirche im Jahr 1584 evangelisch-reformiert. Erster evangelischer Pfarrer war in den 1560er Jahren Philipp Landvogt.
Die alte Pfarrkirche war zu Beginn des 19. Jahrhunderts abgängig und wurde 1810 abgerissen. Mit Steinen des aufgelassenen Klosters Arnsburg wurde 1812 nach Plänen und unter Bauleitung von Hermann Philipp Spahr ein neues Gotteshaus errichtet. Die Grundsteinlegung erfolgte am 1. Mai 1812 etwas höher und weiter nordöstlich des Vorgängerbaus. Der Dachstuhl wurde am 16. August 1812 aufgeschlagen, der Altar am 3. August 1813 errichtet und die Kanzel am 15. Oktober 1813 aufgestellt. Die Einweihung der neuen Kirche fand etwa eine Woche später statt. Die Kosten betrugen 9155 fl. Ursprünglich besaß das Kirchenschiff ein an beiden Seiten abgewalmtes Dach. An den beiden Dachspitzen waren Wetterfahnen mit einem Pfeil und einer Sonne aus Blech angebracht, die im Zuge des Turmneubaus entfernt wurden. Der alte, freistehende Turm an der südwestlichen Ecke blieb zunächst noch bis zum 2. April 1842 stehen, wurde dann aber aufgrund von Baufälligkeit abgetragen und von 1842 bis 1844 für 8189 fl. durch einen neuen Ostturm ersetzt.
Die Kanzel stand ursprünglich mit dem Altar und der Orgel auf der Mittelachse und wurde im Zuge des Orgelneubaus 1867, dem Empirestil folgend, linksseitig angebracht. Für den neuen Aufstellungsort der Orgel im Anbau musste dieser völlig umgebaut werden. Im Jahr 1912 erfolgten eine Innen- und Außenrenovierung, die eine Wiederherstellung der Verputzung und einen Innenanstrich beinhaltete. Zudem wurden neue Öfen eingebaut und die Kirche elektrifiziert. Durch einen Bombenangriff am Heiligen Abend 1944 litten Dach und Fenster schweren Schaden. 1948 ließ die Gemeinde das Kirchendach erneuern, die Südwestseite des Turms neu eindecken und neue Glocken gießen. Nach Abschluss der Dachdeckerarbeiten im Sommer 1949 folgten 1950 die Innenrenovierung und die Erneuerung des Außenputzes. Bei der umfassenden Innenrenovierung in den Jahren 1979 bis 1982 wurden für 210.000 DM Kanzel, Altar, Orgelgehäuse und Stuckdecke freigelegt, der Holzboden neu gedielt sowie ein neues Kirchengestühl angeschafft. Der Kirchturm wurde 1988 neu eingeschiefert und erhielt neue Sandsteine und einen neuen Außenputz. 1990 folgte die Außenrenovierung des Kirchenschiffs. Die Holzfenster wurden 2007 erneuert. Von Februar bis Mai 2015 gewährte der Kirchenvorstand einem syrischen Flüchtling Kirchenasyl.

## Architektur

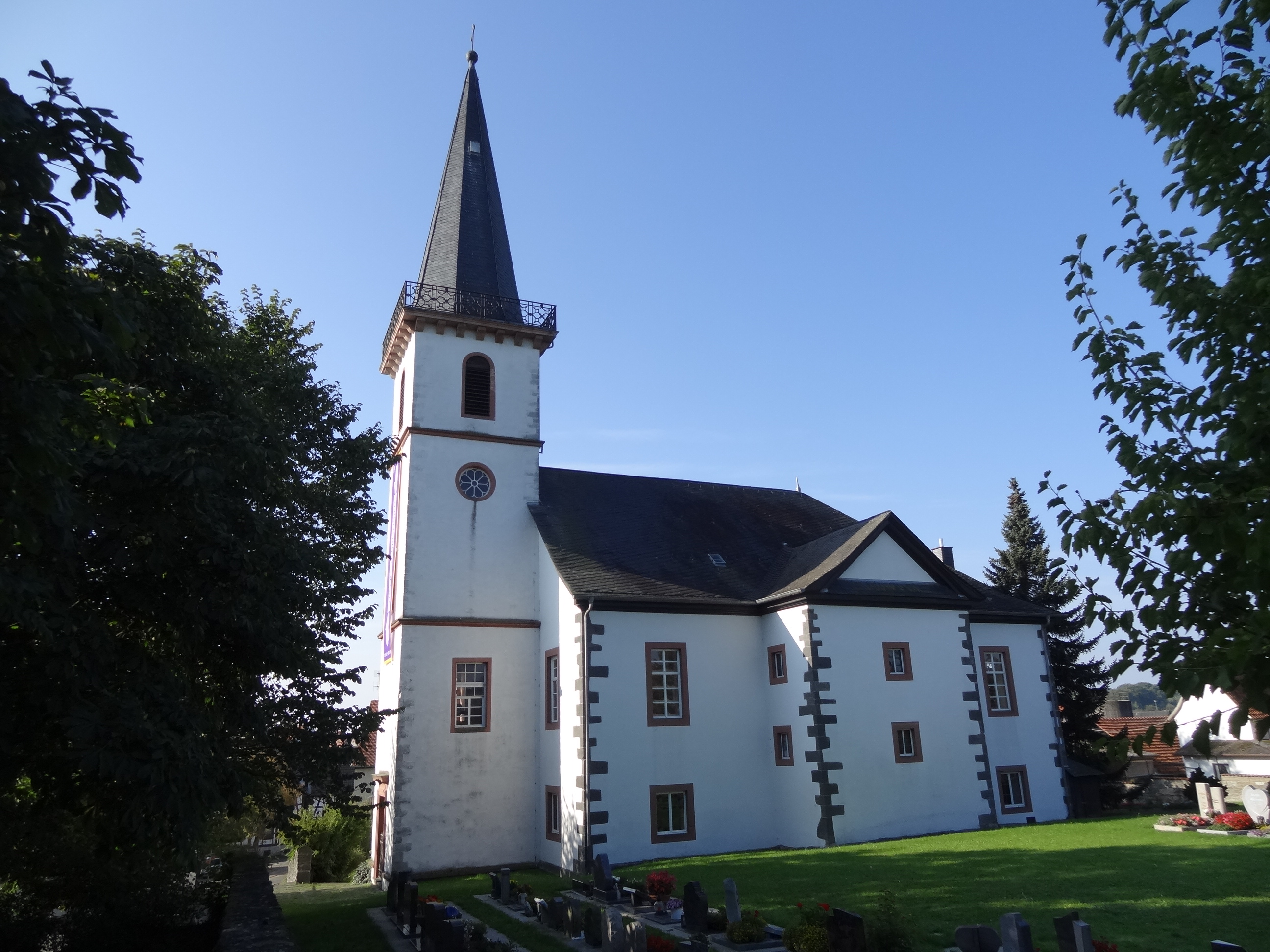
Kirche von Norden

Die geostete Kirche steht erhöht im Ortszentrum auf einem Grundriss von 21 × 14 Meter. Entsprechend niederländisch-reformierter Tradition wurde die Predigtkirche von einem Solmser Baumeister als Querkirche konzipiert und ausgeführt. Als Vorbild diente die 30 Jahre ältere Evangelisch-reformierte Kirche Langsdorf.
Die verputzte Kirche mit Eckquaderung aus Lungstein, die teils mittelalterliche Steinmetzzeichen aufweist, ist zweigeschossig gestaltet und wird von einem Walmdach abgeschlossen. Die südliche, symmetrische Schauseite wird durch einen dreiachsigen Risalit mit flachem Dreiecksgiebel hervorgehoben. An der Nordseite ist der übergiebelte Mittelrisalit schmaler als an der Südseite. Er springt dort um 3 Meter vor, an der Südseite lediglich 0,14 Meter, da die Nordseite im Erdgeschoss die Sakristei und im Obergeschoss einen zur Kirche geöffneten Raum für die Orgel beherbergt. Rechteckige Fenster mit Gewänden aus rotem Sandstein belichten den Innenraum entsprechend der Innenempore in zwei Ebenen. An der Innenseite haben die Fenster einen flachen Stichbogen. Drei Rechteckportale mit roten Sandsteingewänden im Süden und Osten sowie in der Westseite des Turms erschließen die Kirche, das Südportal ist übergiebelt, die Portale im Süden und Osten mit Architravprofil versehen, das Westportal mit glattem Gewände, die Dachgesimse aus Holz.
Der schlanke Ostturm auf quadratischem Grundriss an der Schmalseite der Kirche wird durch Gesimse in drei unterschiedlich hohe Geschosse gegliedert. Der achtseitige Spitzhelm hat ein umlaufendes eisernes Brüstungsgitter mit Steinkonsolen und wird von einem Turmknopf und einem schlichten Kreuz bekrönt. Das Untergeschoss weist nach Süden und Norden je ein rechteckiges Fenster, das Mittelgeschoss Rundfenster und das obere Geschoss nach allen Seiten rundbogige Schalllöcher für die Glocken auf.
Vor der Kirche erinnert ein Denkmal von 1922 an die Gefallenen des Ersten Weltkriegs. Auf einem Betonquader, der die Namen der Verstorbenen trägt, kniet eine Frau mit einem kleinen Kind und einem Ehrenkranz.

## Ausstattung

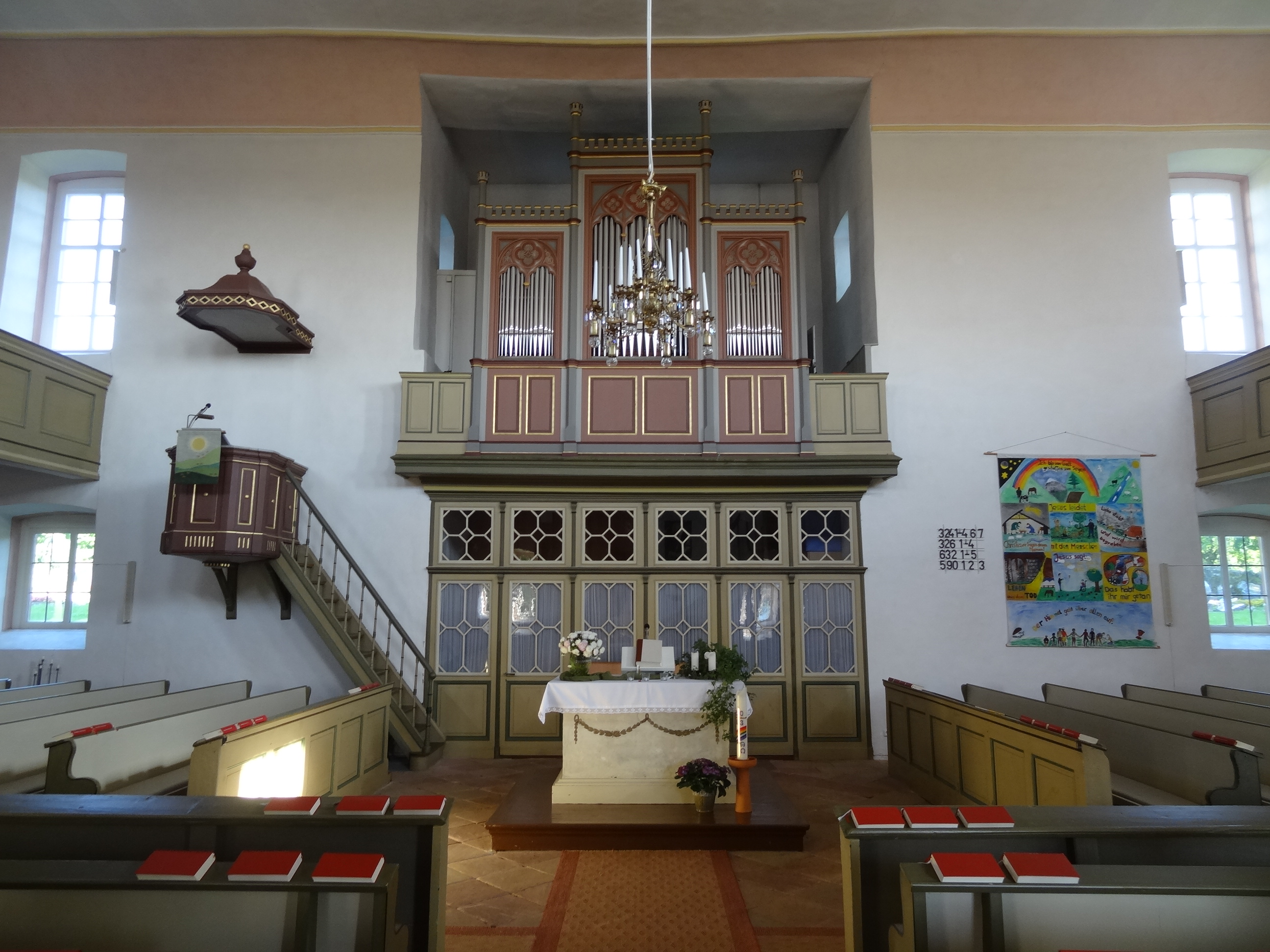
Axial ausgerichteter Innenraum

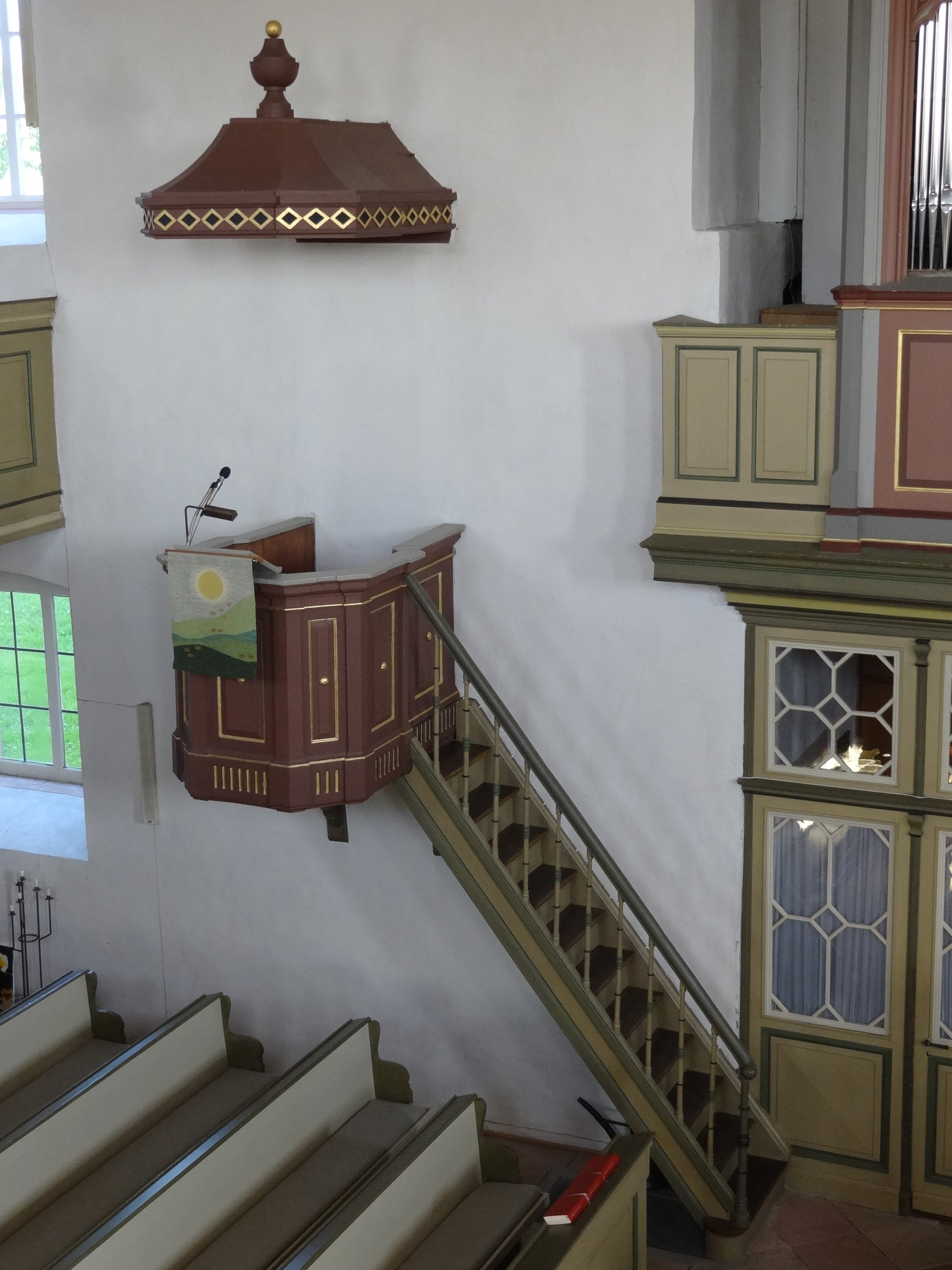
Kanzel

Der Innenraum wird von einer flachen Decke mit Kehle abgeschlossen und ist entsprechend reformierter Tradition schlicht ausgestattet. Er wird von olivgrünen, grauen und braunroten Farben beherrscht. Die Einrichtung stammt fast vollständig aus der Erbauungszeit.
Die dreiseitige, kassettierte Empore an der West-, Süd- und Ostwand ruht auf viereckigen, rot-braun marmorierten Holzpfosten toskanischer Ordnung. Die Emporenaufgänge befinden sich an der Südwand. Altar und Orgel sind axial ausgerichtet. Unter der Orgel verschließt eine verglaste Holzwand die Sakristei.
Die polygonale, hölzerne Kanzel an der westlichen Nordwand hat einen hohen Kanzelaufgang und einen kleinen Schalldeckel. Der weiße, quaderförmige Altar steht auf einem profilierten Sockel und ist an jeder Seite mit einer goldenen Girlande bemalt. Die schwarze Marmorplatte war ursprünglich eine Grabplatte aus Kloster Arnsburg, die für den Altar umgearbeitet wurde.
Das hölzerne Gestühl in olivgrüner Bemalung ist wie die Emporen in drei Richtungen auf die nördliche Mittelachse ausgerichtet.

## Orgel

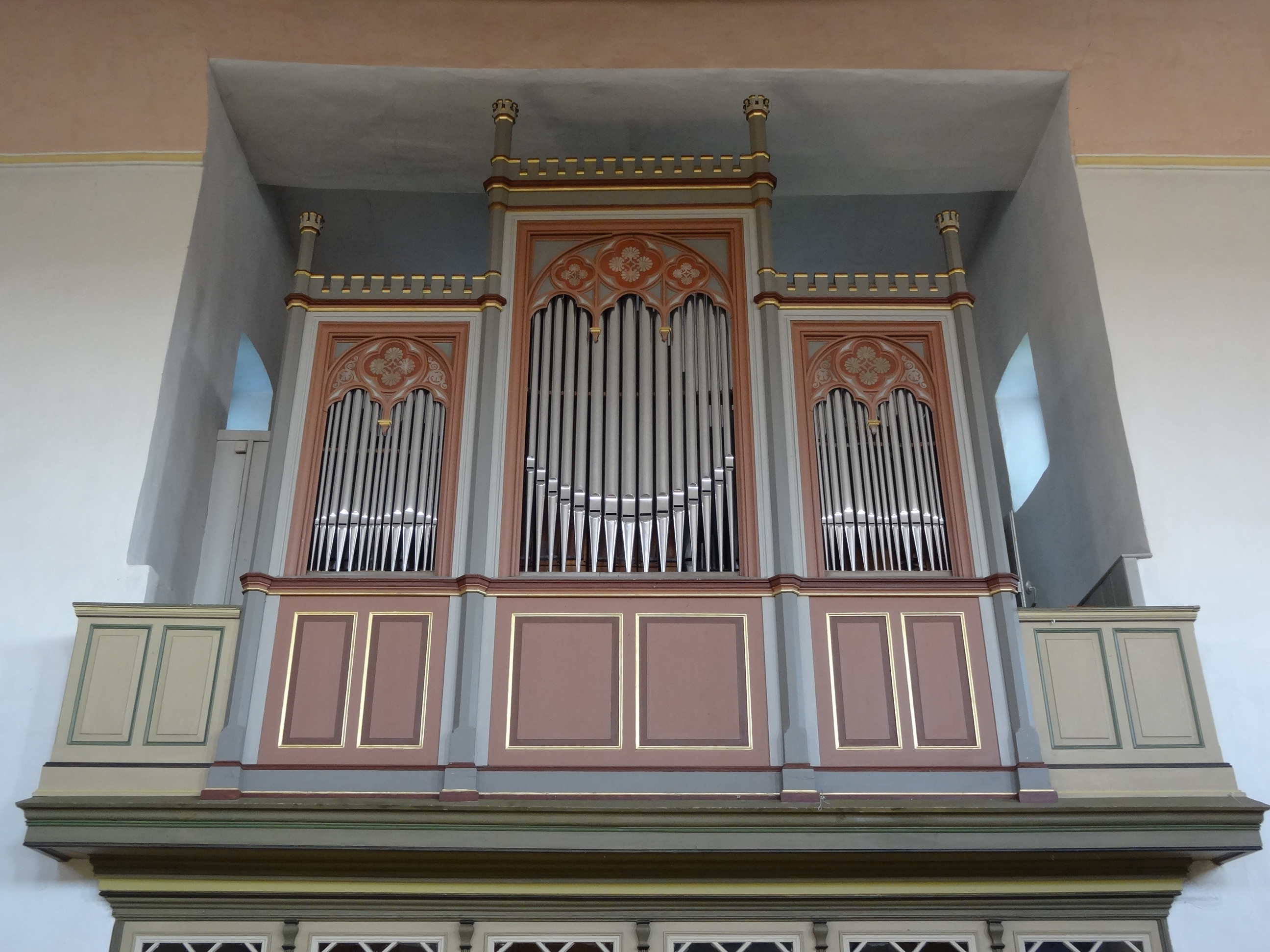
Orgel

Heinrich Leicht aus Gießen baute die erste Orgel in der Kirche im Jahr 1814. Sie war 1860 reparaturbedürftig. Die Gemeinde entschloss sich zu einem Orgelneubau und beauftragte im Jahr 1863 Johann Georg Förster damit. Da die Orgelempore in der nördlichen großen Nische erst im Oktober 1867 fertiggestellt wurde, baute Förster die Orgel 1868 ein. Die 1917 abgelieferten Prospektpfeifen, die provisorisch durch Zinkpfeifen ersetzt worden waren, wurden 1992 durch Zinnpfeifen rekonstruiert. Die Brüstungsorgel verfügt über 15 Register, die sich auf zwei Manuale und Pedal verteilen, und über mechanische Kegelladen. Der dreiteilige Prospekt ist im Stil anglisierender Neugotik gestaltet. Das überhöhte mittlere Pfeifenfeld wird von zwei niedrigeren Rechteckfeldern flankiert, die von Zinnen und schlanken Türmen bekrönt werden. Jedes Feld wird von einem gekuppelten Rundbogen abgeschlossen, in dem vierpassähnliche Motive gemalt sind. Das Instrument ist in unveränderter Form erhalten und weist folgende Disposition auf:
| I Manual C–f3 |     |
| Quintatön     | 16′ |
| Principal     | 8′  |
| Hohlflöte     | 8′  |
| Bourdon       | 8′  |
| Octave        | 4′  |
| Flauto dolce  | 4′  |
| Octave        | 2′  |
| Acuta IV–V    | 3′  |

| II Manual C–f3 |    |
| Flauto amabile | 8′ |
| Dolce          | 8′ |
| Gemshorn       | 4′ |
| Flauto gedackt | 4′ |

| Pedal C–d1   |     |
| Principalbaß | 16′ |
| Subbaß       | 16′ |
| Octavbaß     | 8′  |

- Koppeln: I/P, II/I

## Glocken
Der Turm beherbergt ein Vierergeläut. Eine Glocke, die Friedrich Otto in Gießen im Jahr 1835 gegossen hatte, wurde 1917 an die Rüstungsindustrie abgeliefert und 1926 durch zwei neue Glocken der Gebr. Rincker ersetzt. Im Zweiten Weltkrieg wurden beide sowie eine Glocke von Peter Schweitzer aus Werdorf (Inschrift: „SOLI DEO GLORIA 1718 [zwei Salbeiblätter] In GOTTES NAMEN FLOS ICH PET. SCHWEITZER VON WERDORF GOS MICH“) abgegeben. Die verbleibende Glocke von Johann Philipp Bach aus Hungen (Inschrift: „In GOTTES NAHMEN FLOS ICH IOHANN PHILIPP BACH VON HUNG / EN GOS MICH ANNO 1776 HERR BINGELIUS INSPECKTER / PFARRER JOHAN GEORG BOPP H . S . SCHULTHEIS.“) ist nicht mehr vorhanden, eine Inzahlungnahme für das neue Geläut ist denkbar. Im Jahr 1948 wurde bei den Gebr. Rincker ein Vierergeläut mit der Tonfolge es1-g1-b1-c2 im Wachet-auf-Motiv gegossen.